# Casa Dalmases (Cervera)
La casa Dalmases o Massot-Dalmases és un edifici de Cervera (Segarra), catalogat com a bé cultural d'interès local.

## Història
Aquest casal inclogué l'antiga casa Saportella, que després fou Villalonga. El 1777, Andreu de Massot i Tarragona (1739-1798), baró del Bulidor i castlà d'Oliana, la va adquirir a Magí de Vilallonga, i tot seguit la va fer reformar.
Fou succeït pel seu fill Faust de Massot i Romeu, doctor en lleis (1775-1822), que el 1809 es va casar amb Maria Ignàsia de Pedrolo i Gomar (1782-1850). El succeí el seu fill Manuel de Massot i de Pedrolo (1811-1850), també jurista i que morí de tuberculosi, deixant com a hereva la seva neboda Dolors Ignàsia de Massot i Canalda (1845-1888), filla del seu germà Manuel i de Tomasa Canalda i Bonifaci (†1857), que n'obtingué l'usdefruit. Dolors Ignàsia es va casar amb el barceloní Joaquim de Dalmases i d'Olivart (1834-1894), i en aquesta època la casa va ser ampliada amb un nou cos a la part posterior.
L'hereu fou Faust de Dalmases i de Massot (1862-1938), que es va casar amb Carme Jordana i Pipó (1872-1920). Fou succeït pel seu fill Joaquim de Dalmases i Jordana (1901-1963), que morí sense descendència. Aleshores, la casa passà a mans de la seva vídua María Josefa de Membrillera, i després al seu germà Manuel.
El 1984, els seus fills Josep Maria i Faust de Dalmases Mestres la vengueren a Àngel Melgosa i Maria de la Creu Antonijuan. A la seva mort, els seus hereus crearen la Fundació Casa Dalmases, una entitat sense ànim de lucre per a la promoció de la cultura, la sostenibilitat del territori i l'economia social.

## Descripció
Casa feta de carreus regulars, tan sols visibles a la planta baixa, ja que la planta noble i la segona planta estan arrebossades. Consta de tres plantes. A la planta baixa hi ha dues portalades de grans dimensions, una central, d'accés a la casa, i una altra a l'esquerra, d'entrada a un establiment comercial. La planta noble presenta tres portes sortides de balcó amb barana de ferro i una finestra amb ampit que trenca lleugerament la monotonia creada amb la repetició d'elements arquitectònics. La segona planta és quasi idèntica a la noble, però els balcons són més petits i les baranes sobresurten menys. Remata la construcció una cornisa volada.
La làpida commemorativa fou instal·lada quan morí la propietària. És de marbre blanc i fou discretament decorada: flames, aglans i fulles de roure que ascendeixen per les vores de la làpida, tot emmarcant-la. Per damunt, una figura a manera de sol naixent. La inscripció és llatina, de lletres daurades.
Al mateix mur hi ha l'escut del llinatge, amb corona i un lleó a cada banda.